# Roberto Pelliconi
Roberto Pelliconi (Imola, 14 november 1962) is een Italiaans voormalig wielrenner. Hij was profrenner van 1989 tot en met 1996. Hij reed gans zijn carrière voor Italiaanse wielerteams. In 1990 werd hij 2de op het NK van Italië voor elite op de weg, waar hij enkel Giorgio Furlan moest laten voorgaan.

## Belangrijkste overwinningen
1989
- Trofeo Matteotti

1995
- First Union Invitational

## Resultaten in voornaamste wedstrijden
| Jaar | Ronde van Italië | Ronde van Frankrijk | Ronde van Spanje |
| ---- | ---------------- | ------------------- | ---------------- |
| 1990 | 141e             |                     |                  |
| 1991 | 108e             |                     |                  |
| 1992 |                  |                     | 133e             |
| 1993 |                  |                     | 58e              |
| 1994 | opgave           |                     | 108e             |
| 1995 | 122e (laatste)   |                     |                  |
| 1996 | 90e              |                     |                  |

| Jaar | Milaan-San Remo | Gent-Wevelgem | Ronde van Vlaanderen |
| ---- | --------------- | ------------- | -------------------- |
| 1990 |                 |               |                      |
| 1991 | 102e            |               |                      |
| 1992 |                 |               |                      |
| 1993 |                 |               |                      |
| 1994 |                 |               | 79e                  |
| 1995 | 65e             | 99e           |                      |
| 1996 | 99e             |               |                      |